# Графство Макон
Графството Макон (на френски: Comté de Mâcon) се намирало в южната част на днешния регион Бургундия, на територията на днешния департамент Сон е Лоар от 733 до 1239 г. със столица град Макон.
Управлявано е от династиите Отунски дом, Маконски дом, Иврейски дом. Владетелите имат титлата граф на Макон. През 733 г. е в състава на Бургундското маркграфство. През 9 век е в състава на Херцогство Аквитания.
След разгрома на арабската войска в битката при Поатие (732 г.), през 733 г. франкският майордом Карл Мартел подчинил за себе си Бургундия, раздава завоюваните владения на своите приближени. В Макон и Виен – Теодерик I.

## Графове на Макон

### Каролингскиграфове

#### Вилхелмиди
- 733 – 793: Теодерик I († ок. 793), граф на Отун, Виен и Макон от 733
- 793 – 796: Теодоан († 796/826), граф Отун и Макон 793 – 796, син на Теодерих I

#### 1-ви Дом Вержи?
- Варин: 835 – 853
- Изембарт: негов син
- Хумфрид: маркграф на Готия, до 863
- Одо († 870): граф на Макон, Дижон и Отун
- Екхард († 876/7): 863 missus в Маркграфство Шалон (Арнулфинги)
- 877 – 887: Бозон Виенски († 887) (Бозониди)
- 884 – 886: Бернард Плантвелю († 886), граф на Оверн
- 886 – 918: Вилхелм I Благочестиви († 918), негов син, граф на Оверн и херцог на Аквитания
- 918 – 926: Вилхелм II († 926), негов племенник, граф на Оверн и херцог на Аквитания
- 926 – 928: Акфред († 928), негов брат, граф на Оверн и херцог на Аквитания

- …–952: Хуго Черния, херцог на Бургундия

#### Дом Макон
Графовете на Оверн поставят в Макон вицеграфове.
- Лиеталд, вицеграф на Макон
- Ракулф, вицеграф на Макон
- Aubry I, † 943, вицеграф на Макон, нарича се граф на Макон, ∞ Толозана, дъщеря на Ракулф
- Liétald II, † 958/61, тяхен син
- Aubry II, † 982, негов син

- Mayeul (II), † сл. 949, брат на Aubry I
- Gauthier, † сл. 961, негов син
- Aubry, негов син

### Дом Бургундия-Иврея
- 982 – 1002: Ото Вилхелм (* 958, † 1026) граф на Бургундия, син на Адалберт II от Иврея, съ-крал на Италия и Герберга, дъщеря наLiétalds II, ∞ Ерментруда от Roucy, вдовица на Aubry II
- 1002 – 1004: Гуидо I († 1004), граф на Макон, негов син
- 1004 – 1049: Ото II († 1049), граф на Макон, негов син, ∞ Елизабет от Vergy
- 1049 – 1065: Готфрид († 1065), граф на Макон, негов син, ∞ Беатрис
- 1065 – 1078: Гуидо II († 1109), граф на Макон, негов син, 1078 влиза в манастир Клуни и дава Макон на братовчед си Вилхелм I
- 1078 – 1082: Вилхелм I († 1087), граф на Бургундия и Макон, негов братовчед, син на Райналд I и Аделеиде от Нормандия, внук на Ото Вилхелм ∞ Етиенете de Longwy

#### Макон и Бургундия
- 1082 – 1097: Райналд II († 1097), граф на Макон и Бургундия, най-големият син на Вилхелм I ∞ Регина от Олтинген
- 1106 – 1125: Вилхелм II († 1125), граф на Макон и Бургундия, негов син.

#### Макон и Виен
- 1085 – 1102: Стефан I (Etienne Tête Hardie) († 1102), граф на Макон и граф на Виен, вторият син на Вилхелм I ∞ Беатрис от Горна Лотарингия
- 1102 – 1148: Райналд III († 1148), граф на Макон и Бургундия, най-големият син на Стефан I ∞ Агате от Елзас
- 1102 – 1157: Вилхелм III († 1157), граф на Макон, Оксон и Виен, вторият син на Стефан I, ∞ Poncette de Traves
- 1157 – 1184: Гералд I (* 1142 † 1184), граф на Макон и Виен, негов син, ∞ Юдит от Лотарингия
- 1184 – 1224: Вилхелм IV († 1224), граф на Макон, Оксон и Виен, най-големият син na Гералд I ∞ I Понция de Beaujeu, ∞ II Схоластика, дъщеря на Хайнрих I граф на Шампан
- 1224 – 1224: Гералд II († 1224), граф на Макон и Виен, син на Вилхелм IV и Схоластика ∞ Аликс Guigonne, дъщеря на граф Guigues III от Форез
- 1224 – 1239: Аликс († 1260), графиня на Макон и Виен, тяхна дъщеря ∞ Йохан от Дрьо († 1239)

След смъртта на нейния съпруг Аликс продава през 1239 г. Макон на френската корона, Виен през 1240 г. на нейната леля Беатрис.